# Emre Zafer Barnes
Emre Zafer Barnes (ur. 7 listopada 1988 w Kingston jako Winston Barnes) – turecki lekkoatleta, sprinter pochodzenia jamajskiego specjalizujący się w biegu na 60, 100 metrów oraz w sztafecie 4 x 100 m, medalista mistrzostw Europy. Uczestnik igrzysk olimpijskich w Rio de Janeiro i Tokio.
Do 2015 roku był reprezentantem Jamajki.

## Przebieg kariery
W latach 2003–2008 oraz 2012-2014 występował głównie w zawodach lekkoatletycznych rozgrywanych w Jamajce. Pierwsze zmagania rangi międzynarodowej z jego udziałem odbyły się w 2006, wówczas uczestniczył on w CARIFTA Games (nie zdobył ani jednego medalu) oraz w mistrzostwach świata juniorów (otrzymał złoty medal w sztafecie 4 x 100 m).
W 2016 wystartował w mistrzostwach Europy, na których wystąpił w konkurencji biegu na 100 m i odpadł w fazie półfinałowej po zajęciu 4. pozycji z czasem 10,31. Wziął udział także w letnich igrzyskach olimpijskich w Rio de Janeiro, w ramach których uczestniczył w konkurencji sztafet 4 x 100 m. On i jego koledzy z reprezentacji uzyskali w eliminacjach wynik 38,30, z którym zajęli 4. pozycję i odpadli z dalszej rywalizacji.
W 2017 uczestniczył w mistrzostwach świata, na których wystąpił w konkursie biegu na 100 m (odpadł w półfinale po zajęciu 6. pozycji z czasem 10,27) oraz sztafety 4 x 100 m (on i koledzy z drużyny zajęli w finale 7. pozycję z czasem 38,73).
W 2018 zajął 8. pozycję w konkursie biegu na 60 m, rozgrywanym podczas halowych mistrzostw świata. Uczestniczył w mistrzostwach Europy w Berlinie, występując w konkursach biegu na 100 m – indywidualnie zajął 7. pozycję z czasem 10,29, natomiast drużynowo uzyskał czas 37,98 (będący nowym rekordem Turcji) i otrzymał srebrny medal. Wywalczył też dwa srebrne medale igrzysk śródziemnomorskich w Tarragonie.
W 2019 otrzymał srebrny medal halowych Mistrzostw Europy w konkurencji biegu na 60 m. Wchodził też w skład drużyny, która brała udział w konkurencji sztafety 4 x 100 m, rozgrywanej w ramach mistrzostw świata w Dosze, jednak turecka sztafeta została zdyskwalifikowana.
W 2021 po raz drugi brał udział w letnich igrzyskach olimpijskich. W ramach igrzysk wystąpił w konkurencji biegu na 100 m, w której odpadł w eliminacjach po zajęciu 7. pozycji w swej kolejce (z czasem 10,47). Miał też startować w konkurencji sztafety 4 x 100 m, ale nie wziął udziału a turecka sztafeta rywalizująca bez jego udziału została zdyskwalifikowana.
Jest halowym mistrzem Turcji, tytuł ten wywalczył w 2018 roku.

## Osiągnięcia
| Rok     | Zawody                                | Miasto         | Miejsce | Kategoria          | Wynik |
| ------- | ------------------------------------- | -------------- | ------- | ------------------ | ----- |
| 2006    | Mistrzostwa świata juniorów           | Pekin          | 1.      | sztafeta 4 x 100 m | 39,05 |
| 2016    | Mistrzostwa krajów bałkańskich        | Pitești        | 2.      | bieg na 100 m      | 10,32 |
| 2016    | Mistrzostwa krajów bałkańskich        | Pitești        | 1.      | sztafeta 4 x 100 m | 39,67 |
| 2016    | Mistrzostwa Europy                    | Amsterdam      | 4. SF   | bieg na 100 m      | 10,31 |
| 2016    | Letnie igrzyska olimpijskie           | Rio de Janeiro | 4. H    | sztafeta 4 x 100 m | 38,30 |
| 2017    | Igrzyska solidarności islamskiej      | Baku           | 6.      | bieg na 100 m      | 10,45 |
| 2017    | Mistrzostwa świata                    | Londyn         | 6. SF   | bieg na 100 m      | 10,27 |
| 2017    | Mistrzostwa świata                    | Londyn         | 7.      | sztafeta 4 x 100 m | 38,73 |
| 2018    | Halowe mistrzostwa krajów bałkańskich | Stambuł        | 1.      | bieg na 60 m       | 6,62  |
| 2018    | Halowe mistrzostwa świata             | Birmingham     | 8.      | bieg na 60 m       | 6,64  |
| 2018    | Igrzyska śródziemnomorskie            | Tarragona      | 2.      | bieg na 100 m      | 10,32 |
| 2018    | Igrzyska śródziemnomorskie            | Tarragona      | 2.      | sztafeta 4 x 100 m | 38,50 |
| 2018    | Mistrzostwa Europy                    | Berlin         | 7.      | bieg na 100 m      | 10,29 |
| 2018    | Mistrzostwa Europy                    | Berlin         | 2.      | sztafeta 4 x 100 m | 37,98 |
| 2018    | Puchar interkontynentalny             | Ostrawa        | 2.      | sztafeta 4 × 100 m | 38,96 |
| 2019    | Halowe mistrzostwa krajów bałkańskich | Stambuł        | 1.      | bieg na 60 m       | 6,69  |
| 2019    | Halowe mistrzostwa Europy             | Glasgow        | 2.      | bieg na 60 m       | 6,61  |
| 2019    | Mistrzostwa krajów bałkańskich        | Prawec         | 1.      | bieg na 100 m      | 10,48 |
| 2019    | Mistrzostwa świata                    | Doha           | DSQ     | sztafeta 4 x 100 m | N/A   |
| 2021    | Letnie igrzyska olimpijskie           | Tokio          | 7. H    | bieg na 100 m      | 10,47 |
| 2021    | Letnie igrzyska olimpijskie           | Tokio          | DNS     | sztafeta 4 x 100 m | N/A   |
| 2022    | Igrzyska solidarności islamskiej      | Konya          | 3.      | bieg na 100 m      | 9,99  |
| 2022    | Igrzyska solidarności islamskiej      | Konya          | 1.      | sztafeta 4 x 100 m | 38,74 |
| 2022    | Mistrzostwa Europy                    | Monachium      | 8. SF   | bieg na 100 m      | 10,41 |
| 2022    | Mistrzostwa Europy                    | Monachium      | 7.      | sztafeta 4 x 100 m | 39,20 |
| 2023    | Halowe mistrzostwa Europy             | Stambuł        | 8. SF   | bieg na 60 m       | 7,02  |
| Źródło: |                                       |                |         |                    |       |

## Rekordy życiowe
- bieg na 100 m – 10,08 (4 czerwca 2018, Praga)
- bieg na 200 m – 20,67 (23 maja 2015, Pitești)
- bieg na 400 m – 48,70 (26 stycznia 2010, Kingston)
- sztafeta 4 x 100 m – 37,98 (12 sierpnia 2018, Berlin)

Halowe
- bieg na 60 m – 6,55 (18 lutego 2018, Stambuł)

Źródło: 